# الناجي المعين: 60 يوم
الناجي المعين: 60 يوم (بالكورية: 60일, 지정생존자)؛ هو مسلسل كوري جنوبي مقتبس من المسلسل الأمريكي الناجي المعين.المسلسل من بطولة جي جن هي،هيو جون هو وباي جونج أوك.تم عرضه على قناة تي في إن ونتفليكس من 1 يوليو حتى 20 أغسطس 2019.

## القصة
بارك مو جين (جي جين-هي)، هو أستاذ الكيمياء السابق ويشغل الآن منصب وزير البيئة. ليس لديه طموح أو معتقدات شخصية أو حس سياسي. ذات يوم، يجتمع مجلس الوزراء في الجمعية الوطنية لإلقاء خطاب الرئيس. ويقع هجوم إرهابي، مما أسفر عن مقتل العديد من المسؤولين الحكوميين، بما في ذلك الرئيس والوزراء. بارك مو جين هو أعلى مسؤول حكومي بقي على قيد الحياة. وهو لا يريد المنصب، لكن يجب أن يبقى رئيسا بالوكالة لمدة 60 يوما. يطارد بارك مو جين الشخص أو المجموعة المسؤولة عن الهجوم بينما ينمو كزعيم وطني.

## المشاهدات
| الموسم | الموسم | رقم الحلقة | رقم الحلقة | رقم الحلقة | رقم الحلقة | رقم الحلقة | رقم الحلقة | رقم الحلقة | رقم الحلقة | رقم الحلقة | رقم الحلقة | رقم الحلقة | رقم الحلقة | رقم الحلقة | رقم الحلقة | رقم الحلقة | رقم الحلقة | المتوسط |
| الموسم | الموسم | 1          | 2          | 3          | 4          | 5          | 6          | 7          | 8          | 9          | 10         | 11         | 12         | 13         | 14         | 15         | 16         | المتوسط |
| ------ | ------ | ---------- | ---------- | ---------- | ---------- | ---------- | ---------- | ---------- | ---------- | ---------- | ---------- | ---------- | ---------- | ---------- | ---------- | ---------- | ---------- | ------- |
|        | 1      | 825        | 959        | 1065       | 958        | 1012       | 806        | 907        | 942        | 917        | 1029       | 1110       | 1126       | 1090       | 1145       | 1217       | 1367       | 1030    |

| Ep.   | تاريخ البث    | (AGB Nielsen)     | (AGB Nielsen) |
| Ep.   | تاريخ البث    | على الصعيد الوطني | سيئول         |
| ----- | ------------- | ----------------- | ------------- |
| 1     | 1 يوليو 2019  | 3.383%            | 3.974%        |
| 2     | 2 يوليو 2019  | 4.157%            | 4.446%        |
| 3     | 8 يوليو 2019  | 4.336%            | 4.436%        |
| 4     | 9 يوليو 2019  | 4.155%            | 4.330%        |
| 5     | 15 يوليو 2019 | 4.277%            | 4.832%        |
| 6     | 16 يوليو 2019 | 3.843%            | 4.118%        |
| 7     | 22 يوليو 2019 | 4.057%            | 4.326%        |
| 8     | 23 يوليو 2019 | 4.172%            | 4.433%        |
| 9     | 29 يوليو 2019 | 4.031%            | 4.387%        |
| 10    | 30 يوليو 2019 | 4.421%            | 4.576%        |
| 11    | 5 اغسطس 2019  | 4.488%            | 5.034%        |
| 12    | 6 اغسطس 2019  | 4.771%            | 5.205%        |
| 13    | 12 اغسطس 2019 | 4.778%            | 4.875%        |
| 14    | 13 اغسطس 2019 | 4.948%            | 5.484%        |
| 15    | 19 اغسطس 2019 | 5.434%            | 6.067%        |
| 16    | 20 اغسطس 2019 | 6.178%            | 7.181%        |
| متوسط | متوسط         | 4.464%            | 4.857%        |

## روابط خارجية
الناجي المعين: 60 يوم على موقع IMDb (الإنجليزية)
- الناجي المعين: 60 يوم على موقع روتن توميتوز (الإنجليزية)
- الناجي المعين: 60 يوم على موقع نتفليكس (الإنجليزية)
- الناجي المعين: 60 يوم على موقع فيلمافينيتي (الإسبانية)
- الناجي المعين: 60 يوم على موقع كينوبويسك (الروسية)
- الناجي المعين: 60 يوم على موقع ألو سيني (الفرنسية)
- الناجي المعين: 60 يوم على موقع قاعدة بيانات الفيلم (الإنجليزية)